# Гудков, Виктор Пантелеймонович

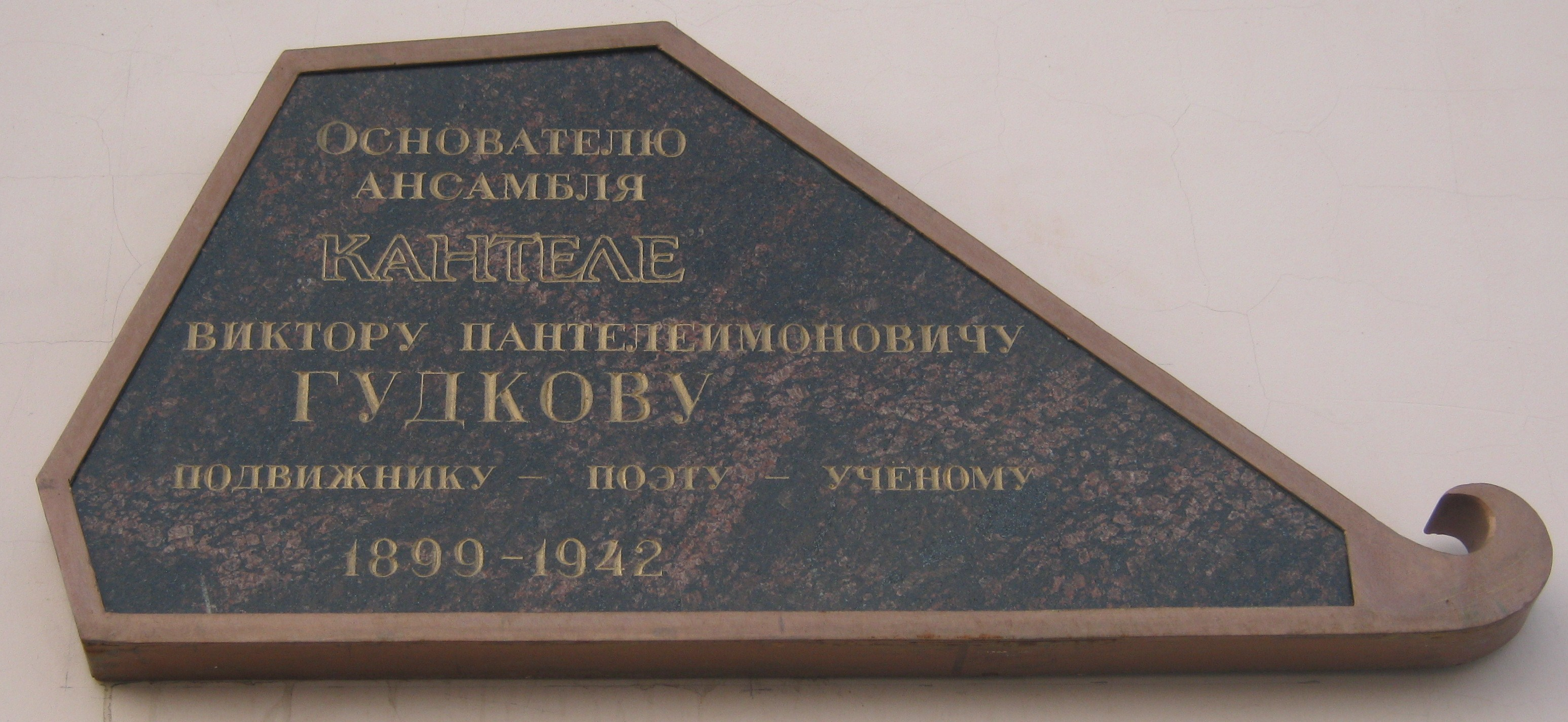
Памятная доска на здании «Дома Кантеле» в Петрозаводске (пл. Кирова)

Ви́ктор Пантелеймо́нович Гудко́в (4 сентября 1899, Воронеж — 17 января 1942, Фрунзе) — советский фольклорист, композитор, поэт, Заслуженный деятель искусств Карельской АССР.

## Биография
Родился в семье уездного нотариуса. Раннее детство провёл в селе Землянск.
1917 году, после окончании шести классов воронежского реального училища, с матерью и братом (отец к тому времени умер) переехал на станцию Кола строящейся Мурманской железной дороги. Работал конторщиком участка пути на станции, агентом по закупкам Мурманской железной дороги.
В 1919 году переехал в Курскую губернию, служил санитаром эпидемического отряда.
В 1920 году переехал в Симбирск, где был мобилизован в РККА, служил в Политуправлении Приволжского военного округа, в Политуправлении запасной Армии в Казани, затем работал в Главполитпросвете Татарской АССР. В ноябре 1921 года принят в члены РКП (б).
В 1921—1928 годах работал в Мурманске — заведующим Губернским политпросветом, инструктором Губкома РКП (б), редактором газеты «Полярная правда», заведующим клубом железнодорожников. В 1922 году в Мурманске вышел из печати его сборник стихотворений «С севера».
В 1929—1930 годах работал в Кандалакше, где организовал и редактировал газету «Кандалакшский коммунист». В эти годы увлёкся изучением карельского музыкального фольклора, народного инструмента кантеле. Разработал проект реконструкции инструмента.
В сентябре 1932 года направлен в Петрозаводск, в аспирантуру Карельского научно-исследовательского института. Организовал самодеятельный ансамбль кантелистов, который был премирован на I-м Всесоюзном радиофестивале в 1936 году.
В 1936 году присвоено звание Заслуженного деятеля искусств Карельской АССР.
В 1936 году В. П. Гудкову поручена организация профессионального оркестра, он ушёл из аспирантуры и был принят в штат Петрозаводского дома народного творчества в качестве первого руководителя профессионального оркестра кантелистов, преобразованного в 1937 году в Государственный ансамбль песни и танца «Кантеле».
В 1940 году В. П. Гудков принят в Союз писателей СССР. Избирался депутатом Верховного Совета Карело-Финской ССР I созыва.
С началом Великой Отечественной войны, в конце августа 1941 года, ансамбль эвакуируется в глубь страны, где коллектив выступает в госпиталях, военных училищах и на промышленных предприятиях.
Виктор Пантелеймонович Гудков умер в эвакуации в городе Фрунзе 17 января 1942 года.

## Память
27 декабря 2018 года в Петрозаводске появилась улица Гудкова. Также в декабре 2006 года в Петрозаводске на доме 6 по проспекту Карла Маркса установлена мемориальная доска.

## Семья
- Жена (в девичестве Прохорова), трое детей.

## Сочинения
- С севера: Стихотворения. — Мурманск, 1922. — 25 с.
- Выбор: По мотивам карельской эпической песни // Карелия: Альманах. — Петрозаводск, 1939. — Кн. 3. — С. 97—99.
- Три брата: Либретто оперы на сюжеты карельских эпических песен // Карелия: Альманах. — Петрозаводск, 1939. — Кн. 4. — С. 95—142.
- Марш физкультурников (для делегации КФССР на физкультурном параде в г. Москве в 1940 г.)//Красная Карелия. 1940. 21 июля
- Сампо: Драматическая поэма // На рубеже: Альманах. — Петрозаводск, 1945. — Кн. 1. — С. 61—119.